# Turbomeca Astafan
Le Turbomeca Astafan est une turbosoufflante à engrenages monocorps, dotée d'une soufflante à pas variable, développée à partir d'une autre turbomachine du constructeur français, l'Astazou,.
Malgré des tests en vol réussis, une conception propre, silencieuse et efficace (comparée à celle des turboréacteurs et turboréacteurs à double flux conventionnels de l'époque,,), ainsi qu'un certain intérêt commercial, L’Astafan n'entra jamais en production de série. Les moteurs ne prirent l'air que sur le prototype Fouga 90 et les deux avions de tests de Turbomeca.

## Caractéristiques
Le moteur combine un compresseur centrifuge dérivé de celui de l’Astazou avec jusqu'à trois étages de compresseur axial (selon les versions du moteur), entraînés par un arbre commun. La section réservée au flux secondaire est constituée d'une unique soufflante, dont les pales sont à pas variable, et d'un stator à aubes fixes monté à l'avant du moteur. L'angle d'incidence des pales de la soufflante est commandé hydrauliquement par un piston installé dans le carénage de cette dernière, alors que la soufflante elle-même est entraînée via un train d'engrenages réducteurs installé sur l'arbre principal.
Le moteur est conçu pour opérer à vitesse constante, sans se soucier de la poussée produite en sortie, une caractéristique rendue possible par les capacités de dosage de carburant précises de L’Astafan, ainsi que son ajustement fin de l'angle de ses pales.
Pour contrôler le moteur, le pilote sélectionne d'abord et ajuste le levier de vitesse, qui ajuste le débit de carburant en proportion avec la vitesse moteur choisie. Ensuite, le pilote agit sur le levier de poussée (analogue à une manette de gaz classique), contrôlant directement le piston de calage du pas des pales de la soufflante, par le biais de liaisons hydrauliques et mécaniques. En réponse, le système d'ajustement de la vitesse du moteur maintient la vitesse toujours à la même valeur, en ajustant avec précision l'alimentation en carburant de la chambre de combustion. Le système de contrôle surveille également la température de la turbine et ajuste automatiquement l'angle des pales de soufflante (et donc la charge du moteur) afin de maintenir celle-ci dans une plage optimale comprise entre 350 et 450 °C. De plus, le système protège automatiquement le moteur contre des excès de carburant ou des changements inhabituels dans l'angle de calage des pales de la soufflante. En utilisant le levier de poussée, les pilotes peuvent démarrer un astafan en position « petit pas », afin de diminuer le couple résistif, sélectionner le « plein pas » pour décoller, mettre la soufflante en drapeau, ou même inverser le pas pour freiner à l'atterrissage (ce qui dispense d'utiliser un inverseur de poussée classique).

## Développement: les deux avions de tests
Turbomeca possédait deux Rockwell Turbo Commander, et s'arrangea avec la société britannique Miles Aircraft (en) pour modifier chacun d'eux pour qu'ils puissent accepter deux Astafans en pods à l'intérieur de leurs nacelles. Les nacelles furent débarrassées de leurs turbomoteurs d'origine et converties pour embarquer du carburant supplémentaire. L'un des deux appareils, initialement un 680V-TU, arborait originellement le registre expérimental F-WSTM, et fut plus tard re-désigné F-BSTM,. L'autre Turbo Commander, F-BXAS, était un modèle 690A ou B,.

## Versions

### Astafan I
Démarré pour la première fois en 1969, il prit l'air pour la première fois en 1971. L’Astafan I était dérivé du cœur du turbomoteur Astazou XIV. Il était capable de développer une poussée au décollage de 6,072 kN, voire de 6,517 kN avec injection d'eau.

### Astafan II
L’Astafan II était basé sur le cœur de l’Astazou XVI et disposait d'une turbine refroidie. Il était conçu pour pouvoir opérer à une vitesse de rotation de 43 000 tr/min.

#### Astafan II
L’Astafan II de base reçut sa certification française en août 1972. Les premiers Astafan II étaient tarés à une poussée au décollage d'approximativement 6,984 kN, et 7,495 kN avec l'injection du mélange eau-méthanol.

#### Astafan IIA
L’Astafan IIA fut certifié en 1972. Il différait de la version précédente par une nouvelle soufflante, plus grande, avec des pales qui disposaient d'une plus grande plage de mouvement, améliorant au passage la mince capacité d'inversion de poussée des premières versions. La poussée du IIA était de 6,850 kN.

#### Astafan IIB4
Deux Astafan IIB4 étaient installés sur le F-BSTM (vers 1978) et utilisés pour des tests et des vols de présentation. Cette version était tarée à 7,561 kN de poussée.

#### Astafan IIG
L’Astafan IIG était installé sur le prototype du Fouga 90 d'Aérospatiale (une évolution du Fouga Magister). Utilisant cette version à moyen taux de dilution de l’Astafan au lieu du Marboré, le « 90 » disposait du double de la distance franchissable du Magister pour la même quantité de carburant embarquée. Installé dans le Fouga 90, et opérant à sa poussée maximale de 6,864 kN, la consommation spécifique en carburant du IIG était de 11 g/(s·kN). À une altitude de 6 000 m et une vitesse de Mach 0,5, la consommation spécifique était de 20 g/(s·kN).
Le IIG comprenait la soufflante à pas variable caractéristique des Astafan, installée devant un cœur d’Astazou XVI, qui contenait deux étages de compresseur axiaux, suivis d'un étage de compresseur centrifuge. Le moteur était également doté d'une chambre de combustion à flux inversé (en anglais : « reverse flow ») et une section de turbine à trois étages.
La configuration résultante offrait un taux de dilution élevé, de 8,8 : 1, et un taux de compression de 9,1 : 1.

### Astafan III
L’Astafan III utilisait le cœur de l’Astazou XVI et une turbine refroidie. La poussée au décollage était tarée à 7,829 kN et montait jusqu'à 8,429 kN avec l'injection d'eau-méthanol.

### Astafan IV
L’Astafan IV était basé sur le cœur du turbomoteur Astazou XX, et utilisait trois étages de compression axiaux suivis par le compresseur centrifuge dérivé de celui de l’Astazou. Comme le II, le IV était stabilisé à une vitesse de rotation de 43 000 tr/min. Il fut envisagé un temps comme une alternative plus puissante au IIG pour propulser le Fouga 90.

#### Astafan IVF6
L’Astafan IVF6 fut testé sur le F-BXAS, et ces moteurs furent retenus (vers 1987) pendant une période où l'avion servit dans une compagnie de transport. Cette version du moteur développait une poussée de 10,490 kN au décollage.

## Applications

### Réalisées
L’Astafan fut utilisé comme moteur de développement sur deux types d'appareils :
- Rockwell Turbo Commander (bancs d'essais) : plusieurs versions différentes[7] ;
- Fouga 90 : Astafan IIG. Prototype construit et testé en vol[3],[4].

### Proposées
En dépit de ses nombreuses versions de développement, l’Astafan ne fut jamais produit en quantités commerciales. Des propositions d'utilisation incluaient :
- Le « Super Star 3000 » de Ted Smith (en) : Astafan II, concept abandonné quand Aerostar fut vendue à Piper Aircraft[5],[12] ;
- Italair F.22 Jet Condor : Astafan II[12] ;
- L'avion d'attaque au sol léger FMA IA 58 Pucará : Des Astafan II auraient dû remplacer les anciens turbopropulseurs[12].